# Two on a Tower

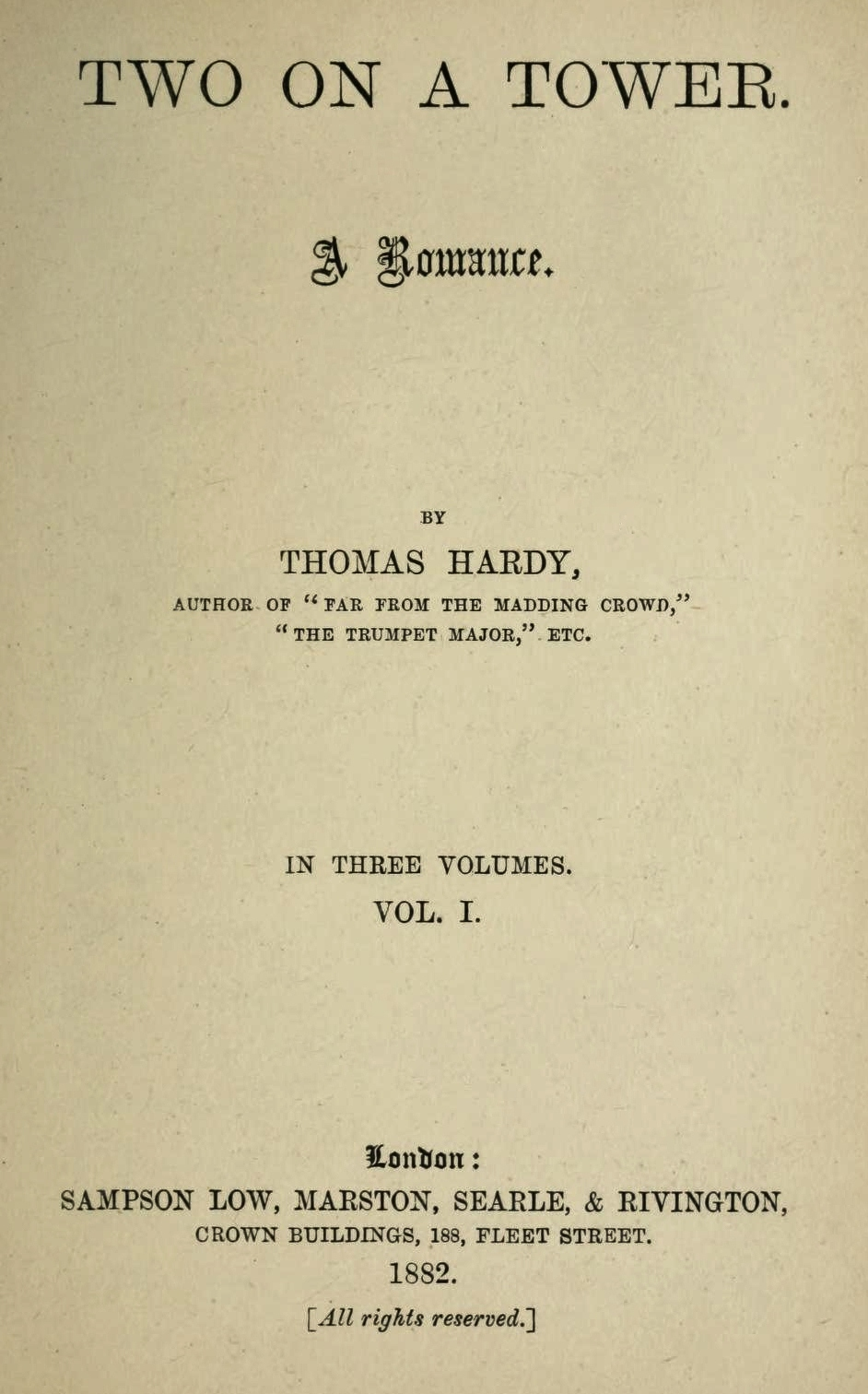
Titelpagina van de eerste editie

Two on a Tower is de negende roman van de Engelse schrijver Thomas Hardy. Voor het verhaal in boekvorm werd gepubliceerd, verscheen het tussen mei en december 1882 in het Amerikaanse tijdschrift Atlantic Monthly.
Het boek beschrijft de tragische romance tussen twee mensen van verschillende sociale klasse en leeftijd. Ook dit werk van Hardy zorgde voor enige ophef onder het victoriaanse publiek. De meningen van critici lopen sterk uiteen, en variëren van "prachtige ideeënroman" tot "dit boek werd alleen geschreven om de schoorsteen te laten roken".

## Samenvatting
Op het landgoed van Lady Viviette Constantine bevindt zich een toren die door de jonge amateur-astronoom Swithin St Cleve wordt gebruikt om naar de sterren te kijken. Lady Constantines echtgenoot is op jacht in Afrika en er ontluikt een romance tussen haar en de tien jaar jongere man.
Als er bericht komt van het overlijden van haar man, trouwt het stel.
Dan blijkt dat St Cleve door het huwelijk een erfenis is misgelopen en dat het nieuws van het overlijden van haar eerste echtgenoot voorbarig was. Hij is echter inderdaad overleden, maar nog niet op het moment van het huwelijk tussen Lady Constantie en St Cleve. Het huwelijk is dus nietig. Zij staat erop dat Swithin haar verlaat en een goedbetaalde baan accepteert in Zuid-Afrika. Na zijn vertrek blijkt zij zwanger te zijn en trouwt halsoverkop met bisschop Helmsdale.
Als Swithin terugkeert in Engeland is de bisschop overleden, maar ziet hij Viviette als een oude vrouw, die hij niet meer kan begeren. Hij herstelt zich echter en zegt dat hij is gekomen om haar opnieuw te trouwen. De plotselinge overgang van diepe wanhoop tot grote vreugde wordt Viviette echter noodlottig, en zij sterft aan zijn voeten.